# فريدريك كوسوم هولوز
فريدريك كوسوم هولوز (منذ 9 أبريل 1929 حتى 10 فبراير 1993) كان طبيب عيون نيوزيلنديًا أستراليًا اشتهر بعمله كطبيب عيون يعمل على استعادة البصر للأشخاص في أستراليا والعديد من البلدان الأخرى من خلال مبادرات مثل مؤسسة فريد هولوز.

## النشأة
تكونت عائلة فريدريك كوسوم هولوز من أربعة أولاد. أشقاؤه هم كولن وجون وموريس. ولدوا جميعهم في دنيدن، نيوزيلندا، لجوزيف وكلاريس (مارشال) هولوز. عاشت العائلة في دنيدن خلال السنوات السبع الأولى من حياته. حصل على سنة واحدة من التعليم الابتدائي غير الرسمي في مدرسة نورث إيست فالي الابتدائية والتحق بمدرسة بالمرستون نورث الثانوية للبنين عندما كان عمره 13 عامًا. حصل هولوز على درجة البكالوريوس من جامعة فيكتوريا في ويلينجتون. درس لفترة وجيزة في مدرسة اللاهوت، لكنه قرر أنه لا يريد الحياة بهذه الطريقة. بعد مراقبة الأطباء في مستشفى للأمراض العقلية أثناء بعض الأعمال الخيرية، التحق بدلًا من ذلك بكلية الطب في أوتاجو.
أثناء إقامته في دنيدن، كان عضوًا نشطًا في نادي جبال الألب النيوزيلندي وأجرى العديد من عمليات الصعود الأولى للجبال في منطقة جبل أسبرينج/تيتيتيا في وسط أوتاجو. في عام 1951، كان إدموند هيلاري في اختبار تجريبي لتسلق جبل إيفرست، وكان يحمل حقيبة ظهر على نهر تاسمان الجليدي باتجاه مالتي برون هت؛ كان الخمسة جميعًا يحملون حمولات تبلغ 70 رطلًا (32 كجم) أو أكثر. استقبلت هيلاري «شابًا جاء لمقابلتي وعرض أن يحمل حمولتي إلى الكوخ. لم يعرض أحد حمل حمولتي من قبل، لكنه كان عرضًا جيدًا جدًا ولا يمكن رفضه». أعطيته حقيبتي ورأيت ساقيه ملتويتين قليلًا عند الركبتين.
كان هولوز عضوًا في الحزب الشيوعي النيوزيلندي خلال الخمسينيات والستينيات.
تزوج هولوز مرتين: في عام 1958 من ماري سكيلر، التي توفيت في عام 1975، وفي عام 1980 من غابي أوسوليفان. التقى غابي لأول مرة في أوائل السبعينيات أثناء تدريبها كأخصائية تقويم العظام، وعملا لاحقًا معًا في البرنامج الوطني للتراخوما وصحة العين. أسسوا في النهاية مؤسسة فريد هولوز معًا.
كان هولوز في الأصل مواطنًا نيوزيلنديًا. رفض منح وسام الموظف الفخري من أستراليا في عام 1985. حصل على الجنسية الأسترالية في عام 1989 وحصل على لقب أسترالي العام في عام 1990. حصل على الجائزة الموضوعية لرفيق وسام أستراليا في عام 1991.

## مهنته كطبيب
في عام 1961، ذهب إلى مستشفى مورفيلدز للعيون في إنجلترا لدراسة طب العيون. ثم عمل بعد التخرج في ويلز قبل أن ينتقل في عام 1965 إلى أستراليا، حيث أصبح أستاذًا مشاركًا في طب العيون في جامعة نيو ساوث ويلز في سيدني. ومنذ عام 1965 حتى عام 1992، ترأس قسم طب العيون الذي يشرف على أقسام التدريس في جامعة نيو ساوث ويلز، ومستشفيات أمير ويلز والأمير هنري.
في أوائل السبعينيات، عمل هولوز مع شعب جوريندجي في ويف هيل في الإقليم الشمالي ثم مع السكان الموجودين حول بورك وغيرها من البلدات والمحطات ومجتمعات السكان الأصليين المعزولة في نيو ساوث ويلز. واستيحاءًا من طبيب العيون التبشيري الأب فرانك فلين، أصبح مهتمًا بشكل خاص بالعدد الكبير من السكان الأصليين الذين يعانون من اضطرابات العين، وخاصة تراخوما، وهو مرض عيون غير موجود في أي مكان آخر في العالم المتقدم. ألهمت هذه الزيارات مهمة حياته المتمثلة في الدعوة إلى تحسين فرص الحصول على صحة العين والظروف المعيشية للسكان الأصليين الأستراليين. في يوليو 1971، أنشأ مع ماما (شيرل) سميث وآخرين الخدمة الطبية للسكان الأصليين في ضواحي ريدفيرن في سيدني، وساعد بعد ذلك في إنشاء الخدمات الطبية للسكان الأصليين في جميع أنحاء أستراليا.
كان مسؤولًا عن تنظيم الكلية الملكية الأسترالية لأطباء العيون لإنشاء البرنامج الوطني للتراخوما وصحة العين (برنامج التراخوما) منذ عام 1976 حتى عام 1978، بتمويل من الحكومة الفيدرالية. أمضى هولوز نفسه ثلاث سنوات في زيارة مجتمعات السكان الأصليين لتقديم العناية بالعيون وإجراء مسح لعيوب العين. زار أكثر من 460 مجتمعًا من السكان الأصليين، وفحص 62000 من السكان الأصليين، مما أدى إلى علاج 27000 من التراخوما وإجراء 1000 عملية جراحية.